# Valderoure
Valderoure település Franciaországban, Alpes-Maritimes megyében. Lakosainak száma 517 fő (2022. január 1.). Valderoure Peyroules, Andon, Caille, Saint-Auban és Séranon községekkel határos.

## Népesség
A település népessége az elmúlt években az alábbi módon változott:
| Lakosok száma | 132  | 167  | 178  | 375  | 417  | 429  | 452  | 464  | 473  | 517  |
|               | 1968 | 1982 | 1990 | 2006 | 2013 | 2015 | 2017 | 2019 | 2020 | 2022 |